# 维拉法拉尔迪
维拉法拉尔迪（義大利語：Villa Faraldi），是意大利因佩里亚省的一个市镇。总面积9.61平方公里，人口489人，人口密度50.9人/平方公里（2009年）。ISTAT代码为008067。